# メモリアル (あみんのアルバム)
『メモリアル』は、あみんのカバー・アルバム。1983年12月20日に日本フォノグラムのフィリップスレーベルから発売された。

## 解説
岡村孝子・加藤晴子からなる女性デュオ、あみんによるカバー・アルバムで、ヤマハ音楽振興会所属アーティストが制作もしくは発表した楽曲を取り上げている。収録曲のうち、「サルビアの花」は当初前作に収録予定だった曲である。
当時、あみんの2人は自分たちで作った楽曲を中心に活動をしたいと考えていたが、スタッフ・サイドはいろいろなタイプの曲を歌わせたいと考えていたようで、意見の食い違いがあったという。
レコード・ジャケットには本人たちのフォトが使用されず、白を基調としたシンプルなジャケットとなった。

## 収録曲

### A面
1. 白いページの中に（4:56）
  - 作詞・作曲: 柴田まゆみ、編曲: 瀬尾一三、Ebako Jr.
  - 原曲: 柴田まゆみ（1978年／第15回ヤマハポピュラーソングコンテスト出場作・入賞）
2. 朝（4:46）
  - 作詞・作曲: 坂本忬誌子、編曲: 瀬尾一三、Ebako Jr.
  - 原曲: 坂本忬誌子（1982年／第23回ヤマハポピュラーソングコンテスト出場作）
3. 来夢来人（4:36）
  - 作詞・作曲: 大友裕子、編曲: 平野孝幸、Ebako Jr.
  - 原曲: 大友裕子（1980年／アルバム『傷』に収録）

尾崎亜美が歌うもの、小柳ルミ子が歌うものと、同名の曲が数種類存在するが、すべて別の曲である。
4. ボヘミアン（4:42）
  - 作詞・作曲: 安田慧子、編曲: 瀬尾一三、Ebako Jr.
  - 原曲: 安田慧子（1980年／第19回ヤマハポピュラーソングコンテスト出場作）

当アルバム発売の同年に大ヒットした葛城ユキ歌唱のもの（作詞:飛鳥涼、作曲:井上大輔）とは別の曲。
5. リベルテ（4:29）
  - 作詞: 服部裕見子・松永千鶴、作曲: 松永千鶴、編曲: 飛澤宏元、Ebako Jr.
  - 原曲: 松永千鶴（1979年／第17回ヤマハポピュラーソングコンテスト出場作・入賞）

岡村孝子がソロ･アーティストに転向後に発表した同名曲とは別の曲。

### B面
1. 追想（3:50）
  - 作詞・作曲: 城山清一、編曲: 瀬尾一三、Ebako Jr.
  - 原曲: セシル（1981年／第21回ヤマハポピュラーソングコンテスト出場作・優秀曲賞）
2. 青いクレヨン（3:31）
  - 作詞・作曲: 菊池弘子、編曲: 飛澤宏元、Ebako Jr.
  - 原曲: 菊池弘子（1976年／シングル曲）

菊池弘子のシングル盤では、曲名が『青いくれよん』と表記されている。
3. そよ風の妖精（4:17）
  - 作詞・作曲: 後藤美喜子、編曲: 飛澤宏元、Ebako Jr.
  - 原曲: トゥインクル（1979年／第18回ヤマハポピュラーソングコンテスト出場作・入賞）
4. 想い（4:56）
  - 作詞・作曲: 藤田久美子、編曲: 飛澤宏元、Ebako Jr.
  - 原曲: 藤田久美子（1981年／第21回ヤマハポピュラーソングコンテスト出場作・入賞）
5. サルビアの花（3:56）
  - 作詞: 相沢靖子、作曲: 早川よし夫、編曲: 萩田光雄、Ebako Jr.
  - 原曲: 早川義夫（1969年／アルバム『かっこいいことはなんてかっこ悪いんだろう』 収録）

もとまろによるカヴァー（1972年）で有名になり、現在に至るまで数多くのカヴァーが発表されている。
6. 六月の子守唄（4:25）
  - 作詞: あだちあかね、作曲: 野田幸嗣、編曲: 平野孝幸、Ebako Jr.
  - 原曲: みにくいあひるのこ（1973年／第5回ヤマハポピュラーソングコンテスト出場作）

レコードとしての初出は、ウィッシュによるシングル（1973年）。

## 発売履歴
| 発売日         | レーベル                        | 規格        | 規格品番          | 備考                 |
| -------------- | ------------------------------- | ----------- | ----------------- | -------------------- |
| 1983年12月20日 | フィリップス / 日本フォノグラム | LP カセット | 28PL-72 28LT-72   |                      |
| 1988年6月5日   | フィリップス / 日本フォノグラム | CD カセット | 32LD-116 28LT-140 |                      |
| 1996年5月16日  | アードバーク / ポニーキャニオン | CD          | PCCA-00967        | CD選書シリーズ。     |
| 2007年12月19日 | RCA / BMG JAPAN                 | CD          | BVCR-18117        | 2007年リマスター版。 |

## 関連作品
- P.P.S. あなたへ…